# Al-Niffari
 (novembre 2021).
Si vous disposez d'ouvrages ou d'articles de référence ou si vous connaissez des sites web de qualité traitant du thème abordé ici, merci de compléter l'article en donnant les références utiles à sa vérifiabilité et en les liant à la section « Notes et références ».
Al-Niffari, de son nom complet Muhammad ibn ʿAbd al-Jabbar ibn al-Hasan an-Niffarī (en arabe : محمد بن عبد الجبار بن الحسن النفري), est un mystique musulman du xe siècle, associé au courant soufi.

## Biographie
De lui, nous savons peu de chose. Le plus souvent mentionné comme un des premiers soufis, son nom n'apparait cependant dans aucune silsila.
Une source ancienne lui attribue une origine mésopotamienne, de la ville de Nippur (en arabe : Niffar, d'où son nom) mais les textes qui nous sont parvenus de lui sont tous écrits en arabe et non en persan. Il serait mort en 965 en Égypte.
Son Kitāb al-Mawāqif, traduit en français par Le Livre des haltes ou Le Livre des stations, est une prodigieuse anthologie de poèmes spirituels, chacune de ses « haltes » y est une voie menant à Dieu. A ne pas confondre avec un livre portant le même titre, de l'émir Abd el-Kader.

## Publications
- The Mawaqif and Mukhatabat, édition Arthur John Arberry, Cambridge University Press, 1935.

- Stations, extraits traduits par Mohammed Oudaimah, Arfuyen, 1982.
- Le Livre des stations, traduit et présenté par Maati Kabbal, Éditions de l'Éclat, 1989.
- Les Haltes, traduit, présenté et calligraphié par Sami-Ali, Fata Morgana, 1995
- Le Livre des extases, traduit par Adonis et Donatien Grau, Les Belles Lettres, 2017